# Pergamí Bargés
El Pergamí Bargés, també esmentat com Concurs Pergamí, fou una competició futbolística que se celebrà a Barcelona entre els mesos de setembre i novembre de 1902. L'impulsor en fou el dibuixant i cal·lígraf Eugeni Bargés i Prat, qui cedí un pergamí policromat de la seva creació com a obsequi per a ser disputat en els actes de les Festes de la Mercè.
La competició, que fou oberta només a aquells equips fundats durant la temporada 1901-1902 que no haguessin participat en la Copa Macaya, la van disputar 5 equips: Irish Foot-ball Club, Ibèria Sport Club, Club Internacional de Foot-ball, Catalònia Foot-ball Club, i Club Catalunya de Foot-ball, segons els noms de l'època. L'Internacional, però, es retirà a mig certamen després d'una polèmica en el seu partit contra l'Irish. L'Ibèria se'n proclamà campió, després de guanyar per la mínima el partit de desempat, també contra l'Irish.
Tot i estar destinat als clubs modestos, el comitè organitzador del concurs estava format per membres de les principals entitats de la ciutat:
- President: Andreu Camps Sala, de l'Irish FC
- Secretari: Sebastià Casanellas, del Club Espanyol
- Vocals: Pere Cabot Roldós, Lluís d'Ossó Serra i Josep Vidal, tots tres del FC Barcelona

## Classificació i resultats
|    |  |                    | Punts | J | G | E | P | GF | GC | DG |
| -- |  | ------------------ | ----- | - | - | - | - | -- | -- | -- |
| 1. |  | Ibèria SC          | 12    | 7 | 6 | 0 | 1 | 27 | 4  | 23 |
| 2. |  | Irish FC           | 12    | 7 | 6 | 0 | 1 | 26 | 2  | 24 |
| 3. |  | Catalònia FC       | 4     | 6 | 2 | 0 | 4 | 6  | 16 | 10 |
| 4. |  | Club Internacional | 2     | 3 | 1 | 0 | 2 | 11 | 4  | 7  |
| 5. |  | Club Catalunya     | 0     | 7 | 0 | 0 | 7 | 0  | 44 | 44 |
|    |  |                    |       |   |   |   |   |    |    |    |

| Jornada |                  |               |   |               |    |   |   |
| ------- | ---------------- | ------------- | - | ------------- | -- | - | - |
| 1       | 21 setembre 1902 | Internacional | - | Ibèria        | 1  | - | 2 |
| 1       | 21 setembre 1902 | Catalunya     | - | Irish         | 0  | - | 9 |
| 2       | 5 octubre 1902   | Irish         | - | Catalònia     | 5  | - | 0 |
| 2       | 5 octubre 1902   | Ibèria        | - | Catalunya     | 4  | - | 0 |
| 3       | 12 octubre 1902  | Irish         | - | Ibèria        | 1  | - | 0 |
| 3       | 12 octubre 1902  | Catalònia     | - | Catalunya     | 4  | - | 0 |
| 4       | 19 octubre 1902  | Ibèria        | - | Catalònia     | 4  | - | 1 |
| 4       | 19 octubre 1902  | Internacional | - | Catalunya     | 10 | - | 0 |
| 5       | 26 octubre 1902  | Catalunya     | - | Ibèria        | 0  | - | 9 |
| 5       | 26 octubre 1902  | Irish         | - | Internacional | 2  | - | 0 |
| 6       | 1 novembre 1902  | Irish         | - | Catalunya     | 7  | - | 0 |
| 6       | 1 novembre 1902  | Internacional | - | Catalònia     |    | — |   |
| 7       | 9 novembre 1902  | Catalònia     | - | Ibèria        | 0  | - | 6 |
| 8       | 16 novembre 1902 | Ibèria        | - | Irish         | 2  | - | 1 |
| 8       | 16 novembre 1902 | Catalunya     | - | Catalònia     | 0  | - | 1 |
| 9       | 23 novembre 1902 | Catalònia     | - | Irish         | 0  | - | 1 |
| Final   | 30 novembre 1902 | Ibèria        | - | Irish         | 1  | - | 0 |
|         |                  |               |   |               |    |   |   |

|    |                    | Ibèria SC | Irish FC | Catalònia FC | Club Internacional | Club Catalunya |
| 1. | Ibèria SC          |           | 2:1      | 4:1          | No jugat           | 4:0            |
| 2. | Irish FC           | 1:0       |          | 5:0          | 2:0                | 7:0            |
| 3. | Catalònia FC       | 0:6       | 0:1      |              | No jugat           | 4:0            |
| 4. | Club Internacional | 1:2       | No jugat | Suspès       |                    | 10:0           |
| 5. | Club Catalunya     | 0:9       | 0:9      | 0:1          | No jugat           |                |